# Бендиков, Степан Михайлович
Степан Михайлович Бендиков (1907—1961) — полковник Советской Армии, участник Советско-финской и Великой Отечественной войн, Герой Советского Союза (1945).

## Биография
Степан Бендиков родился 25 мая 1907 года в селе Высшая Дубечня (ныне — Вышгородский район Киевской области Украины) в крестьянской семье. Получил среднее образование, работал на строительстве Турксиба. В 1929 году был призван на службу в Рабоче-крестьянскую Красную Армию. В 1932 году Бендиков окончил артиллерийское училище, в том же году вступил в ВКП(б). Участвовал в советско-финской войне. Начало Великой Отечественной войны встретил капитаном. Участвовал в боях в Заполярье, получил тяжёлое ранение. В апреле 1942 года Бендиков получил назначение на Северо-Кавказский фронт. Участвовал в освобождении Кубани, Ростова, Донбасса, битве за Днепр, форсировании Вислы и Одера. К апрелю 1945 года подполковник Степан Бендиков командовал 107-м артполком 189-й лёгкой артбригады 2-й гвардейской танковой армии 1-го Белорусского фронта. Отличился во время Берлинской операции.
16 апреля 1945 года артиллерийский огонь полка Бендикова позволил советским частям прорвать мощную линию обороны немецких войск на плацдарме в районе города Кюстрин. После этого полк сопровождал ведущие наступление советские войска, неоднократно выводил батареи для стрельбы по противнику прямой наводкой. 21 апреля 1945 года полк приступил в артобстрелу Берлина.
Указом Президиума Верховного Совета СССР от 31 мая 1945 года подполковник Степан Бендиков был удостоен высокого звания Героя Советского Союза с вручением ордена Ленина и медали «Золотая Звезда» за номером 6749.
После окончания войны Бендиков продолжил службу в Советской Армии. В 1946 году он окончил высшую офицерскую артиллерийскую школу, но в том же году вышел в отставку по состоянию здоровья. Проживал в посёлке Васильево Зеленодольского района Татарской АССР, умер 6 мая 1961 года.
Был также награждён орденами Красного Знамени, Отечественной войны 2 степени, Красной Звезды, а также рядом медалей.